# ノミオとジュリエット
『ノミオとジュリエット』（原題: Gnomeo and Juliet）は、2011年のアメリカ合衆国のコンピュータアニメーション映画。ウィリアム・シェイクスピア原作の『ロミオとジュリエット』をモチーフに、人間ではなく庭人形のノームたちを主人公とした男女の恋愛模様を描いた作品となっている。

## キャスト
- ノミオ・モンタギュー：ジェームズ・マカヴォイ
- ジュリエット・キャピュレット：エミリー・ブラント
- レッドブリック卿：マイケル・ケイン
- タイボールト：ジェイソン・ステイサム
- ブルーベリー婦人：マギー・スミス
- ウィリアム・シェイクスピア：パトリック・スチュワート
- ベニー：マット・ルーカス
- ナネット：アシュリー・ジェンセン
- フォーン：オジー・オズボーン
- フェザーストーン：ジム・カミングス

## 次作
次作はメトロ・ゴールドウィン・メイヤーとパラマウントが配給し、2018年公開予定。ジョニー・デップ出演。